# Werauhia apiculata
Werauhia apiculata là một loài thuộc chi Werauhia. Đây là loài đặc hữu của Costa Rica.